# جون باكلي (لاعب كرة قاعدة)
جون باكلي (بالإنجليزية: John Buckley)‏ هو لاعب كرة قاعدة أمريكي، ولد في 20 مارس 1869 في مارلبورو في الولايات المتحدة، وتوفي في 3 مايو 1942 في ويستبورو (ماساتشوستس) في الولايات المتحدة.

## وصلات خارجية
- جون باكلي على موقعبيزبول رفرنس.كوم (الدوري الرئيسي) (الإنجليزية)
- جون باكلي على موقعبيزبول رفرنس.كوم (الدوري الثانوي) (الإنجليزية)